# Cultura di Xinglongwa
La cultura di Xinglongwa (cinese: 興隆洼文化, pinyin: Xīnglóngwā Wénhuà) (6200 a.C.-5400 a.C.) fu una cultura neolitica sviluppatasi nella Cina nord-orientale, principalmente intorno al confine fra la Mongolia Interna e il Liaoning. I siti della cultura di Xinglongwa sono i primi nei quali si riscontrano oggetti di giada e raffigurazioni di draghi. Il vasellame rinvenuto nei siti della cultura Xinglongwa è generalmente realizzato in argilla cotta a basse temperature, ed ha per lo più forma cilindrica.
Gli insediamenti della cultura di Xinglongwa mostrano segni di una primitiva pianificazione urbanistica. Nei tre siti di scavi, le case rinvenute sono disposte a schiera. Alcuni siti Xinglongwa presentano anche un largo edificio centrale, e talvolta sono circondati da fossati.

## Ritrovamenti
Il sito archeologico più importante della cultura di Xinglongwa è situato sul lato sudoccidentale di una collina ad Aohan Banner, Chifeng, nella Mongolia Interna. Il sito prende il nome dal villaggio di Xinglongwa situato a 1,3 km dagli scavi. In questo sito sono state scoperte 170 case interrate rettangolari con angoli arrotondati, ognuna con un focolare circolare al centro, un vasto edificio al centro del villaggio e un fossato che circonda l'insediamento. Nel sito di Xinglongwa sono state rinvenute oltre 30 tombe. Nella tomba più ricca un uomo fu sepolto con due maiali, che sono stati interpretati come offerte sacrificali legate alla sepoltura di un uomo di condizione molto elevata.
Gli oggetti di giada del sito di Xinglongwa sono i più antichi manufatti di giada rinvenuti in Cina. Furono realizzati in giada verde chiaro o giallastra, e mostrano che gli uomini di questa cultura padroneggiavano già le tecniche della lucidatura e della perforazione.
Il sito di Xinglonggou, scoperto recentemente, è l'unico insediamento della cultura di Xinglongwa che mostri segni di attività agricole, in particolare di coltura del miglio.